# Joaquim Maldonado i Almenar
Joaquim Maldonado i Almenar (València, 7 de setembre de 1907 - València, 31 de gener de 2009) fou un advocat i polític valencià, president de l'Ateneu Mercantil de València entre 1955 i 1963, impulsor de la Borsa de València (1980) i dirigent d'Unió Democràtica del País Valencià.

## Biografia
Maldonado nasqué el 7 de setembre de 1907 al número 12 del carrer Palomino, del barri del Carme de València. Cursà els estudis universitaris de Dret a la Universitat de València i entre 1929 i 1935 exercí d'advocat però poc després el ministre espanyol Joaquín Chapaprieta el nomenà corredor de comerç, càrrec que ja havia tingut el seu pare sota les ordres de Francesc Cambó. Durant els anys trenta fou militant de la Dreta Regional Valenciana, però la polarització creixent del conflicte entre dretes i esquerres durant la Segona República, els tres mesos d'empresonament que patí, juntament amb el seu germà i el seu pare, a l'inici de la Guerra Civil Espanyola, i l'hostilitat dels milicians, l'obligaren a ocultar-se per a mantenir l'anonimat.
L'any 1937 s'incorporà a l'Exèrcit de Franco, en el qual arribà a ocupar el càrrec de tinent provisional auxiliar de l'Estat Major, fins que dos anys després abandonà Falange per disconformitat amb les directrius del partit. Posteriorment, es reincorporà al món de l'advocacia i esdevingué un dels personatges més influents de València. En l'esfera política, s'acostà a l'oposició democràtica de centre, s'enfrontà al règim en algunes ocasions, com per exemple l'any 1958 quan promogué i participà en una protesta des del diari Las Provincias i el consistori local de València contra la inhibició del govern espanyol davant dels desperfectes causats per les inundacions ocorreguts aquell any a la ciutat.
Des de 1955 fins a l'any 1963 fou nomenat president de l'Ateneu Mercantil de València, des d'on donà impuls a una institució dotada d'una directiva plural i difusora d'uns postulats europeistes. Fou també president de la Societat Econòmica d'Amics del País, i a través d'aquesta es donà embranzida a projectes com el Pla Sud de la ciutat o la fundació del Borsí (1970) i, més tard de la Borsa de València (1980). Fou també president del Consell per al Foment de la Llengua i Cultura Valenciana, destacat dirigent d'Unió Democràtica del País Valencià (on també participà el seu fill Joaquim Maldonado Chiarri) i president de la Fundació Ausiàs March, així com de la junta de fundadors del Diario de Valencia. Retirat de l'esfera pública als anys vuitanta, l'any 2000 rebé la condecoració de Fill Predilecte i Medalla d'Or de la Ciutat de València. Morí el 31 de gener de 2009 a la seva ciutat natal, a l'edat de 101 anys.